# Alfred Klee
Alfred Klee (geboren 25. Januar 1875 in Berlin; gestorben 10. November 1943 im KZ Westerbork, Niederlande) war ein deutscher Rechtsanwalt und Zionistenführer.

## Leben
Alfred Klee schloss sich schon in jungen Jahren der zionistischen Bewegung an und war ab 1899 Mitglied des Grossen Aktionskomitees. Er wird als glänzender Redner beschrieben und gehörte zum engeren Freundeskreis Herzls, Nordaus und Wolffsohns. Von 1902 bis 1938 arbeitete er als Rechtsanwalt. Er bildete eine Sozietät mit Sammy Gronemann, seinem Vetter Fritz Simon und Hermann Lelewer. 
Klee war auch engagiert in der Jüdischen Gemeinde zu Berlin (Mitglied der Repräsentantenversammlung seit 1920) und setzte sich für die Ostjuden ein. Seit 1914 war er Vorsitzender der Zionistischen Vereinigung für Deutschland. 1919 gründete er mit anderen Zionisten die Jüdische Volkspartei in Berlin. 1931 war er involviert in den Prozess um die Verleumdungsschrift des Grafen Reventlow über Die Weisen von Zion. Er gehörte seit 1933 als Ratsmitglied zur Reichsvertretung der Deutschen Juden.
Am 10. November 1938 war er der Verteidiger eines jüdischen Arztes in Westfalen. Die Gestapo durchsuchte seine Kanzlei, weshalb Klee in die Niederlande flüchtete. 1940 wurde Klee in Deutschland die deutsche Staatsbürgerschaft entzogen. Am 20. Juni 1943 wurde er mit Angehörigen verhaftet und nach Westerbork deportiert, wo er unter den Haftbedingungen starb.

## Familie
Klee war seit 1899 verheiratet mit Teresa Stargardt (1877–1945), die am 25. März 1945 im KZ Bergen-Belsen, kurz vor der Befreiung dieses Lagers, durch Verhungern starb. Aus der Ehe gingen die Töchter Esther (1900–1980) und Ruth Judith (1901–1942) sowie der Sohn Hans Klee (1906–1959) hervor. Esther, die nach ihrer Verehelichung mit dem Philosophen Simon Rawidowicz als Esther Eugenie Klee-Rawidowicz bekannt wurde, war Biologin und widmete sich schwerpunktmäßig der Erforschung von Krebsgewebekulturen. Die jüngere Tochter war mit dem langjährigen Pressechef der preußischen Staatsregierung Hans Goslar verheiratet, mit dem sie zwei Töchter, Chana und Rahel (die erstere taucht im Tagebuch der Anne Frank als Lies Goosens auf), hatte. Der Schwiegersohn starb ebenfalls im KZ Bergen-Belsen.